# 漁團組織
漁團組織（達悟語：kakavay）是蘭嶼的達悟族原住民男性在捕魚時成立的組織，每年在飛魚汛期間（三月至七月）在每個村落中各自組成，汛期過後即解散。漁團的成員都是成年男性。漁團的成員行集體生活，並一同參與造船、祭儀和捕魚活動。

## 文化背景
達悟族在社會建構期間多數缺乏全族性的共識，更多的是對文化、地域的認同，生活上以地緣及血親關係連結而成。因此，達悟族社群中並無統一的部落權威，例如：氏族或階級組織，避免資源被獨佔。族人須靠自己的勞動力來獲得社群的聲望，除了擁有的水田、豬羊數量多寡以外，個人的社會行為規範也相當重要。由此可知，達悟族人更重視經濟生活，其中漁團組織即因傳統捕魚文化所被發展出來的社會體系，展現達悟族人互助、共享的精神。

## 成員
漁團組織的成員皆為成年男性，以地方多個船組所構成，而每個船組以大船（Chinurikuran）為單位，家庭與個人使用小船（Tatala），分為單人（Pikatangian）、雙人（Pikavangan）與三人（Pinonongnongan），船員彼此大多具有親屬關係。當男性年滿十六、十七歲時，即可加入一個漁船組，成為預備船員，年滿二十則為候補船員，船組有空缺時才有機會成為正式船員。成員們會一起結網、分享漁獲、共同舉行儀式、建造船隻，每個船組的人數為六人（三對槳：Atlo so avat）、八人（四對槳：Apat so avat）或十人（五對槳：Alima so avat）。其中以十人的大船為標準。達悟族人非常尊敬長者，船組視船長與副船長為領導，船長負責在船尾掌舵，副船長在船頭持雙槳，其他兩邊各坐四人，所有位置皆不可任意調換。

## 運作模式

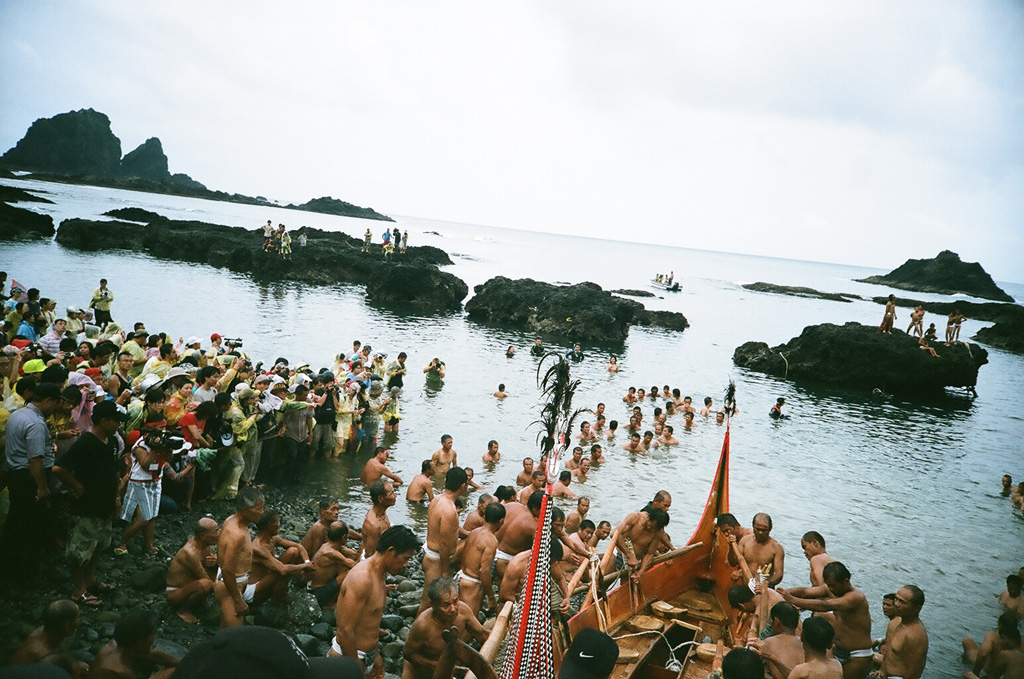
達悟族拼板舟下水儀式

當飛魚汛期時（陽曆三月至七月），每個村落會組成一個漁團。各社會在首次夜間漁獵時，於海上舉行祭儀，並指定某一艘船先入海，此艘船的船長同時擔任司祭（Mivanua），此職位代表著全社。但此任務並非固定由同一船組及船長負責，司祭的身分也無規定必須出生於特定世系群，而是採輪流值班制，並在每次活動前召開漁獵會議臨時決定，通常由年齡最長之船長擔任會議召集者。在祭儀結束後，領頭的船組與船長即無其他特權及社會階級意義。
漁團組織在飛魚汛期後即解散，成員集體活動時間約四個月，待到下次飛魚汛期後才會再度聚集。值班的船員們在祭儀開始前一個月就必須集體生活，飲食與生活規範都有特定規範。在漁祭開始前先在司祭家中集合，接著共同宰殺一隻豬來祭飛魚之靈，隨後可正式開始捕魚，值得注意的是，該船組首次漁獵之漁獲量多寡是部落判定當年度飛魚數目否豐富的因素之一。由於船組必須有大船才能在海上進行捕撈，因此，建造大船乃是最關鍵的環節。新船從建造至啟用，需經二次下水祭儀，過程中耗費了不單單只有財力、精力，時間也是非常重要的難題，考驗了船組成員們的耐心與默契。

### 大船下水祭

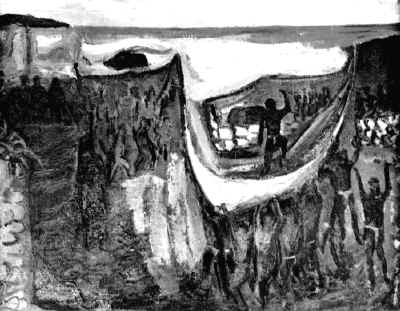
日治時期所繪製的大船下水儀式

此祭儀依照大船是否刻上紋飾分為兩種，無紋飾之船（ipiroaun）只會進行普通的下水儀式，而施以雕刻後（ipanitika）則會舉行特殊且盛大的祭儀。當完成一艘新的大船時，部落會召開會議選定吉日舉行下水儀式。祭儀的第一天，漁團組織的家中成員會到遠處採集食物（Mangapdokareyan），男性負責撿柴、製木漿架、摘檳榔及姑婆芋葉，女性則至山上挖山藥、地瓜等食物。第二天眾人到田地附近採集食物（Mangapdokasngenan），男性負責鋤小米與殺宰牲畜，並邀請親朋好友參與祭儀，女性到田裡挖芋頭，及料理船員們在當晚乘小船捕獲的魚類。第三天淩晨，船組的家庭成員會開始準備祭儀與贈禮並盛裝打扮。當所有人帶著禮品與食物到船長家集合後，船員們會將新船抬至岸邊，準備試航。首先，為了測試新船的平穩度，船員們會將船緩緩推於海面，再根據年齡身分坐在固定位置。其他未加入試航之成員，會在岸邊宰殺一隻祭雞，並拔掉該祭雞的毛，而拔毛的速度象徵新船的航速。新船航至目的地後，坐在船首的船員要下去捕撈漁類，代表新船將有好運。任務結束後，所有成員回到船長家中，舉行盛宴、分享食物。接著漁團組織會準備釣具再度出海漁釣，釣到的首條魚代表新船的運氣。
漁團組織在新船下水後，會選擇吉日進行船紋雕刻之事項。當天，社群的親朋好友會盛裝打扮前來，而漁團組織會宰殺牲畜及其他食物招待親友。雕刻紋飾的工作分為畫線、繪製菱形花紋及雕刻，完成後便會舉行大船落成祭儀（Mapabosbos）。首先，船組與其家庭成員需穿上禮服、佩戴銀盔與金飾來採收芋頭（Mangap so soli/ mangap so ora），女性需攜帶挖芋頭用的木仗或鐵棍。過程中會放一盤豬肉片於再田外，防止鬼怪的干擾。
隔日，男性成員著禮服邀請眾人出席祭儀（Mapatoyon/ manayid），並依照對方家族地位與人數來贈送小米、魚亁和水果等禮品。接著，男性會把各家芋頭搬到特定位置堆放（Mapadpon)，漁團組織會先了解成員家中芋頭的收穫量再畫分份量。
大船落成祭儀當天，賓客與漁團組織成員會盛裝打扮，在船長家進行儀式（Minikanikat），衣著越貴重的人，地位亦越高，且賓客會向邀請方進行接吻禮儀及鼻禮，主人坐在椅上，而客人席地而坐，彼此吟唱賀詞，以讚美船員的辛勞及芋頭的豐美。此時，船隻會以禮芋、甘蔗、小米作裝飾。接著，眾人舉行終夜祝賀歌會（Miyanowanowod），主客之間以迎賓歌、祝福歌對唱，並準備豐盛的晚宴招待賓客，通宵歡慶。隔日早晨，漁團組織召集部落眾人進行分芋頭（Mianmo）和分豬肉（Mapatodae），分完後，船員家族的男性到畜圈抓豬和羊，船長則拿一只黃金手鐲輕觸牲畜以祈求好運。隨後開始宰殺，以芒草引火除毛，並將肉切成長條片狀分給眾人，值得注意的是，需留一份食物給鬼怪，避免影響生產。
緊接著便是祭儀的重頭戲：積蓄力量（Manwaway）和拋船儀式（Mapatotalaw），該船會掛上幸運魚，男性依照年齡分為二到四隊並面向大船，其中一名擔任指揮者。只有船組成員著傳統禮服，其他人則穿丁字褲。所有船員在船上由船長帶領下吟唱祝福歌。接著船長手持長刀在船上進行驅趕邪靈（anito），其他船員則佇於船邊。之後，眾人將新船圍繞住低吟、急拍船緣數下，一同抬往船首處，再退回船尾位置，重複二次後，吶喊一次完，便齊力將船往上拋，接穩後再連拋三次才會放下船。整個過程會重複數次直到抵達海岸，才開始進行試航（Mangavang）。抵達海邊後，船員會先放置木槳與船飾，並由社群公認最有力氣的男性進行首次划船，在海上繞一圈後返回，交由漁團組織成員測試航速。結束後將船隻拖回岸上，眾人各自回府。下午，漁團組織的成員會準備上等的芋頭與豬肉至船長家。隔日舉行小型餐宴，將新船推出去盛裝船長妻子贈送給大船的禮物（Mangana）時，象徵給予該漁組織長久的好運。

## 現況
目前漁團組織仍在運作當中，但隨著世代的變遷與機動船的普及，達悟社會已很少駕駛大船捕捉飛魚，芋頭、豬隻都從臺灣本島購買而來，祭儀籌備時間逐漸縮短，造成漁團組織運作開始鬆散，實用性降低，反而成為凝聚達悟社群認同精神的象徵。近年來，也慢慢被漁網組織所取代。漁網組織是達悟族新的共作團體之形式，規模大小並不一致，成員們集資購買及使用漁網，彼此分享漁獲。而在郎島部落中共有三個漁網組。